# Roberto Cocco
Roberto Cocco (Torino, 16 maggio 1977) è un pugile e kickboxer italiano attivo nella categoria dei pesi supermedi.
Prima, da Kick Boxer e Thai Boxer ha conquistato diversi titoli mondiali e dopo il passaggio al professionismo nel pugilato, avvenuto nel 2006, Cocco è stato due volte campione italiano FPI  nella categoria dei pesi supermedi, conquistando il titolo la prima volta ai punti contro Matteo Rossi a Torino il 28 dicembre 2012 e la seconda volta contro Alessio Furlan a Santa Margherita Ligure il 4 ottobre 2013.

## Titoli

### Kickboxing
- 2013 W.K.N. Intercontinental champion -79.4 kg
- 2007 "Kings of Kickboxing" Munich preliminary tournament title -75 kg
- 2005 Kombat League Venezia K-1 rules tournament champion -76 kg
- 2005 W.A.K.O. Pro Kick Boxing middleweight world champion -75 kg
- 2003 I.S.K.A. Thai Boxing middleweight world champion -75 kg
- 2003 W.K.N. Thai-boxing super welterweight world champion -72.6 kg
- 2002 U.W.K.F. Kick Boxing middleweight world title -75 kg
- 2002 W.P.K.C. Thai-boxing intercontinental champion -76 kg
- 2001 I.S.K.A. Kick Boxing middleweight world champion -75 kg

### Pugilato
- 2013 F.P.I. Campione italiano a Santa Margherita Ligure
- 2012 F.P.I. Campione italiano a Torino
- 2008 F.P.I. Vincitore torneo Coppa Italia ad Adria